# Deest
Deest est un village situé dans la commune néerlandaise de Druten, dans la province de Gueldre. Le 1er janvier 2005, le village comptait 1 765 habitants.